# 鏡堂覚円
鏡堂覚円（きょうどう かくえん）は、南宋出身の臨済宗破庵派の僧。二十四流と称される日本に禅をもたらした流派の一つ大円派の祖である。

## 生涯
淳祐4年（1244年）、成都府で生まれる。詩人にして道士である白玉蟾の子孫であると伝わる。慶元府の寺院を行脚し、天童寺の環渓惟一のもとで印可を得た。弘安2年（1279年）、無学祖元とともに日本に渡り、鎌倉の長勝寺の住持となる。その後禅興寺に移り、円覚寺3世、建長寺7世を経て正安2年（1300年）に建仁寺16世となる。嘉元4年9月26日（1306年11月3日）示寂。大円禅師と諡された。
語録に大円和尚語録がある。また、大樹寺に伝わる重要文化財の如意輪観音図や九州国立博物館所蔵の同じく重要文化財白衣観音図に賛を遺している。主な法嗣に無雲義天や寿峰義登がおり、大円禅師伝が言行を伝えている。